# Kachalak
Kachalak (persiska: کچلک) är en ort i Iran.   Den ligger i provinsen Gilan, i den nordvästra delen av landet, 280 km nordväst om huvudstaden Teheran. Antalet invånare är 526.
Terrängen runt Kachalak är platt. Runt Kachalak är det tätbefolkat, med 493 invånare per kvadratkilometer. Närmaste större samhälle är Reẕvānshahr, 6,2 km väster om Kachalak. I omgivningarna runt Kachalak växer i huvudsak blandskog.